# The circus and the nightwhale
The circus and the nightwhale is een studioalbum van Steve Hackett en band.

## Inleiding
Hacketts laatste studioalbum kwam uit in 2021 onder de titel Surrender of silence. Rondom de release van dat album was de groep voornamelijk onderweg met het opnieuw uitvoeren van het werk van Genesis uit de tijd dat Hackett daar deel van uitmaakte. Het vorig album van Hackett Foxtrot at fifty gaat dan ook terug op Foxtrot uit 1972. Opnamen voor het album vonden plaats in de periode direct na het vervallen van de lockdowns behorende bij de coronapandemie. Hackett en band mochten eindelijk weer optreden en opnemen. Naar eigen zeggen vertelt The circus het levensverhaal van Hackett (hier travla/traveller), te beginnen in Londen dat toen onder een grote rookwolk leefde (kolenkachels, verkeer etc.); Hackett laat het beginnen met een radiofragment uit die tijd. Het leidt tot een soort conceptalbum. De muziek van Hackett slingert dan al jaren heen en weer tussen romantische en steviger werk.

## Musici
- Steve Hackett – gitaar, zang, mandoline, mondharmonica, basgitaar, percussie (alle tracks)
- Roger King – toetsinstrumenten (alle tracks)
- Graig Blundell – drumstel (tracks 3, 5, 6, 7, 12)
- Hugo Degenhardt – drumstel (9)
- Benedict Fenner – toetsinstrumenten (7, 9)
- John Hackett – dwarsfluit (5)
- Amanda Lehmann – zang (1, 5, 7, 8, 12)
- Malik Mansurov – tär (8)
- Jonas Reingold – basgitaar (1, 3, 6, 12)
- Nad Sylvan – zang, aanvullend gitaar (3)
- Rob Townsend – tenorsaxofoon, fluitje (3, 8)
- Nick D'Virgilio – drumstel (1)

## Muziek
| Nr. | Titel                                              | Duur |
| --- | -------------------------------------------------- | ---- |
| 1.  | People of the smoke (S. Hackett, Jo Hackett, King) | 4:51 |
| 2.  | These passing clouds (S. Hackett)                  | 1:35 |
| 3.  | Take you down (S. Hackett, Jo Hackett)             | 4:18 |
| 4.  | Found and lost (S. Hackett)                        | 1:50 |
| 5.  | Enter the ring (S. Hackett, Jo Hackett, King)      | 3:53 |
| 6.  | Get met out! (S. Hackett, Jo Hackett, King)        | 4:10 |
| 7.  | Ghost moon and living love (S. Hackett)            | 6:44 |
| 8.  | Circo inferno (S. Hackett, King)                   | 2:31 |
| 9.  | Breakout (S. Hackett)                              | 1:37 |
| 10. | All at sea (S. Hackett, King)                      | 1:46 |
| 11. | Into the nightwhale (S. Hackett, King)             | 4:06 |
| 12. | Wherever you are (S. Hackett, Jo hackett)          | 4:39 |
| 13. | White dove (S. Hackett)                            | 3:15 |